# Batalla de Crug Mawr
La batalla de Crug Mawr ('Gran Barrow') tuvo lugar en septiembre u octubre 1136, cuando parte de una lucha por el control de Ceredigion que había sido capturado por los normandos.
En el sur de Gales había comenzado una revuelta galesa contra el dominio normando, donde el 1 de enero de 1136 los galeses habían logrado derrotar a los normandos locales en la batalla de Llwchwr entre Loughor y Swansea, matando aproximadamente a 500 de sus adversarios. Richard Fitz Gilbert de Clare, señor normando de Ceredigion, había estado lejos de sus dominios durante la primera parte del año. Cuando regresó a Gales en abril, ignoró las numerosas señales de peligro, y atacó Ceredigion con una pequeña fuerza. No había avanzado demasiado cuando fue emboscado y muerto por los hombres de Iorwerth ab Owain, nieto de Caradog ap Gruffydd (penúltimo príncipe de Gwent).
Las noticias de la muerte de Richard desencadenaron una invasión de Gwynedd, dirigida por Owain Gwynedd y Cadwaladr ap Gruffydd, hijos del Gruffudd ap Cynan. Capturaron un número de castillos en del norte Ceredigion antes de regresar a casa para disfrutar del botín. En torno al 11 octubre del calendario Juliano utilizado en la época invadieron nuevamente Ceredigion e hicieron una alianza con Gruffydd ap Rhys de Deheubarth. Los ejércitos combinados se dirigieron a Cardigan. Se dice que en este ejército marchaban cientos de caballeros con armadura, un estilo de guerra aprendido de los normandos.

## La batalla
Dos millas a las afueras de Cardigan, el ejército galés y una fuerza normanda se encontraron en batalla. Los normandos estaban mandados por Robert fitz Martin, apoyado por Robert FitzStephen, condestable del Castillo de Cardigan, junto con los hermanos William y Maurice Fitzgerald, Señor de Lanstephan. Tras una dura contienda, las fuerzas normandas fueron puestas en fuga y perseguidas hasta el Río Teifi. Muchos de los fugitivos intentaron cruzar el puente, que cedió bajo su peso. Se dice que centenares de ellos se ahogaron, bloqueando el río con los cuerpos de hombres y caballos. Otros huyeron a la ciudad de Cardigan que, no obstante, fue tomada y quemada por los galeses, incluso aunque Robert fitz Martin consiguió defender el castillo, el único conservado por los normandos en Ceredigion al final de la guerra.

## Consecuencias
Ceredigion, que había sido parte de Deheubarth antes de los normandos, fue anexionado por Gwynedd como el miembro más potente de la coalición. Rhys ap Gruffydd de Deheubarth lo recuperó para su reino por durante la guerra de 1165-1170.
La batalla fue un contratiempo significativo para la expansión normanda en Gales. Owain Gwynedd se convertiría en rey de Gwynedd a la muerte de su padre el año siguiente y continuó expandiendo las fronteras de su reino. En Deheubarth Gruffydd ap Rhys murió en circunstancias inciertas en 1137 y la disrupción resultante permitió a los normandos recuperar parcialmente su posición en el del sur.